# عاشقم باش (ترانه لا بوش)
«عاشقم باش» (به انگلیسی: Be My Lover) ترانه‌ای از گروه یورودنس آلمانی-آمریکایی لا بوش است که در مارس ۱۹۹۵ به عنوان دومین تک‌آهنگ آلبوم رویاهای شیرین منتشر شد. این ترانه به همراه «رویاهای شیرین» تا به امروز، همچنان موفق‌ترین آثار لا بوش به‌شمار می‌آیند. «عاشقم باش» در زمان انتشارش در ۱۰۰ آهنگ داغ بیلبورد به جایگاه ششم رسید و در دسامبر ۱۹۹۵، در جدول پرفروش‌ترین ترانه‌های رقص آمریکا به مدت دو هفته صدرنشین بود. این ترانه در اروپا هم با استقبال روبه‌رو شد و در آلمان، سوئد و جدول ۱۰۰ آهنگ داغ اروپا شماره یک بود. تا به امروز ۶ میلیون نسخه از «عاشقم باش» در جهان به فروش رسیده‌است.

## موقعیت در چارت‌های موسیقی
| چارت (۱۹۹۵–۱۹۹۶)                               | بالاترین جایگاه |
| ---------------------------------------------- | --------------- |
| استرالیا (ای‌آرآی‌ای)                            | ۲               |
| اتریش (او۳ تاپ ۴۰ اتریش)                       | ۳               |
| بلژیک (اولتراتاپ ۵۰ فلاندرز)                   | ۶               |
| بلژیک (اولتراتاپ ۵۰ والونی)                    | ۱۰              |
| تک‌آهنگ‌های برتر کانادا (آرپی‌ام)                 | ۱۸              |
| دنس/اربان کانادا (آرپی‌ام)                      | ۱               |
| جمهوری چک (آی‌اف‌پی‌آی جمهوری چک)                 | ۱               |
| دانمارک (آی‌اف‌پی‌آی دانمارک)                     | ۹               |
| اروپا (یوروچارت هات ۱۰۰)                       | ۱               |
| اروپا (جدول دنس ریدیوی اروپا)                  | ۱               |
| فنلاند (جدول‌های رسمی فنلاند)                   | ۱۸              |
| فرانسه (اس‌ان‌ئی‌پی)                              | ۷               |
| آلمان (جدول‌های رسمی آلمان)                     | ۱               |
| مجارستان (Mahasz)                              | ۶               |
| ایسلند (ایسلنسکی لیستین)                       | ۲               |
| ایرلند (IRMA)                                  | ۸               |
| ایتالیا (موزیکا ا دیسکی)                       | ۲               |
| هلند (۴۰ آهنگ برتر)                            | ۲               |
| هلند (۱۰۰ تک‌آهنگ برتر)                         | ۳               |
| نیوزیلند (ریکوردد میوزیک ان‌زد)                 | ۴۴              |
| نروژ (وی‌جی-لیستا)                              | ۲               |
| رومانی (تاپ ۱۰۰ رومانی)                        | ۱               |
| اسکاتلند (OCC)                                 | ۱۵              |
| اسپانیا (AFYVE)                                | ۶               |
| سوئد (فهرست برترین‌های سوئد)                    | ۱               |
| سوئیس (شوایزر هیت‌پاراد)                        | ۵               |
| تک‌آهنگ‌های بریتانیا (اوسی‌سی)                    | ۲۵              |
| موسیقی رقص بریتانیا (اوسی‌سی)                   | ۲۰              |
| پاپ تیپ کلاب چارت بریتانیا (میوزیک ویک)        | ۲               |
| ایالات متحدهٔ آمریکا بیلبورد هات ۱۰۰            | ۶               |
| ایالات متحدهٔ آمریکا دنس کلاب (بیلبورد)         | ۱               |
| ایالات متحدهٔ آمریکا ریتمیک تاپ ۴۰ (بیلبورد)    | ۶               |
| ایالات متحدهٔ آمریکا مین‌استریم تاپ ۴۰ (بیلبورد) | ۴               |
| ایالات متحدهٔ آمریکا تاپ ۱۰۰ کش‌باکس             | ۵               |

| چارت (۱۹۹۵)                     | جایگاه |
| ------------------------------- | ------ |
| اتریش (او۳ تاپ ۴۰ اتریش)        | ۱۳     |
| بلژیک (اولتراتاپ ۵۰ فلاندرز)    | ۲۸     |
| بلژیک (اولتراتاپ ۵۰ والونیا)    | ۳۴     |
| کانادا (دنس/اوربن آرپی‌اِم)       | ۱۱     |
| اروپا (یوروچارت هات ۱۰۰)        | ۲۰     |
| فرانسه (اس‌ان‌ئی‌پی)               | ۲۲     |
| آلمان (جی‌اف‌کی چارتس)            | ۹      |
| ایسلند (تاپ ۴۰ ایسلنسکی لیستین) | ۵۳     |
| هلند (تاپ ۴۰ هلند)              | ۲۲     |
| هلند (۱۰۰ تک‌آهنگ برتر)          | ۴۰     |
| سوئد (فهرست برترین‌های سوئد)     | ۱۸     |
| سوئیس (شوایزر هیت‌پاراد)         | ۵      |

| چارت (۱۹۹۶)                           | جایگاه |
| ------------------------------------- | ------ |
| استرالیا (ای‌آرآی‌ای)                   | ۱۸     |
| ایالات متحدهٔ آمریکا (بیلبورد هات ۱۰۰) | ۲۳     |

## گواهی‌های فروش
| منطقه | گواهی    | واحد گواهی‌شده/فروش |
| --- | -------- | ------------------ |
| استرالیا (آی‌اف‌پی‌آی استرالیا)                                                                                   | Platinum | ۷۰٬۰۰۰^            |
| اتریش (فونوگرافی اتریش)                                                                                        | Gold     | ۲۵٬۰۰۰*            |
| فرانسه (اس‌ان‌ئی‌پی)                                                                                              | Gold     | ۲۵۰٬۰۰۰*           |
| آلمان (بی‌وی‌ام‌آی)                                                                                               | Gold     | ۲۵۰٬۰۰۰^           |
| نروژ (آی‌اف‌پی‌آی نروژ)                                                                                           | Gold     |                    |
| بریتانیا (بی‌پی‌آی)                                                                                              | Silver   | ۲۰۰٬۰۰۰            |
| ایالات متحده (آرآی‌ای‌ای)                                                                                        | Gold     | ۵۰۰٬۰۰۰^           |
| * رقم فروش تنها بر پایهٔ گواهی‌ها. · ^ رقم توزیع تنها بر پایهٔ گواهی‌ها. · رقم فروش+پخش جاری تنها بر پایهٔ گواهی‌ها. |          |                    |